# わきあがる力
「わきあがる力」（わきあがるちから）は日本の都道府県の一つ、鳥取県が制定した県民歌である。作詞・鳥取県県民歌制定委員会、作曲・團伊玖磨。

## 解説
1968年（昭和43年）に明治100年記念事業として県章と同時に歌詞の公募を実施したが、作詞者は制定委員会の名義となっている。作曲は依頼により團伊玖磨が行い、10月23日に県旗・県章と合わせて制定された。
東芝音楽工業（現ユニバーサルミュージック/EMI Records）から東芝混声合唱団の歌唱によりレコードが発売された。2002年（平成14年）にはCD化され、県民を対象に貸し出しが実施されている。